# Вермерш, Эжен
Эжен Вермерш (в ряде источников Вермеш; фр. Eugène Vermersch; 13 августа 1845, Лилль — 9 октября 1878, Лондон) — французский поэт, писатель
 и журналист; один из видных деятелей Парижской коммуны.

## Биография
Эжен Вермерш родился 13 августа 1845 года в городе Лилль.
Уже в юные годы обратил на себя внимание остроумными портретами и карикатурами в стихах и прозе (помещёнными в «Фигаро» и других газетах), которые в 1868 году были изданы под заглавием «Hommes du jour». В этот период своей деятельности Вермерш оставался ярким представителем литературной богемы, которую он изобразил в 1869 году в произведении «Lanterne en vers de bohême».
После событий 4 августа 1870 года Вермерш настроил себя на другой лад и, вступив в редакцию журнала Жюля Валлеса «Le Cri du peuple», напечатал ряд пламенных патриотических статей.
В 1871 году Вермершу пришла мысль воскресить газету Жака-Рене Эбера «Le Père Duchêne», и в течение кратковременного господства Коммуны, согласно «ЭСБЕ»:
«…листок этот по своей крайней разнузданности превзошел всё, на что когда-либо дерзало печатное слово. То защищая, то осыпая грязью и площадными и непечатными ругательствами последовательно всех сменявшихся главарей Коммуны, призывая народ к грабежу, пожарам и уничтожению памятников, требуя расстреляния генерала Шоди и аплодируя экзекуции Кл. Тома…»
Однако при вступлении версальских войск храбрый на бумаге Вермерш не взялся за оружие, подобно Верморелю или Делеклюзу, а спешно скрылся и затем бежал в Англию. В британской столице он некоторое время издавал «Vermersch journal» и «Qui vive», в которых пропагандировалась грубая анархия. Тем не менее его отношения с бонапартистами подорвали доверие к нему даже среди ярых анархистов.
Эжен Вермерш умер 9 октября 1878 года в нищете, в рабочем доме в Лондоне.